# バイオハザード1 アンブレラの陰謀
『バイオハザード1 アンブレラの陰謀』（バイオハザード1 アンブレラのいんぼう）は、カプコンのゲームソフト『バイオハザードシリーズ』をS・D・ペリーが小説化したホラーゲームノベライズ。シリーズ第1弾である。ゲーム版『バイオハザード』を基にしたストーリーが展開される。翻訳は風間賢二が担当した。

## 出版経緯
- 2004年（平成16年）　『バイオハザード1 アンブレラの陰謀』が中央公論新社C★NOVELSより刊行。

書籍情報
バイオハザード1 アンブレラの陰謀 2004年 ISBN 4125008620

## あらすじ
ラクーンシティで相次ぐ猟奇殺人と怪物の目撃報告。市警特殊部隊S.T.A.R.S.のブラヴォーチームは怪物が目撃されるアークレイ山地の調査に向かうも、ヘリごと消息を絶ってしまう。ブラヴォーチームの捜索に出動したクリス、ジル等アルファチームは山中の館で恐ろしい光景を目の当たりにする。

## 登場キャラクター

### S.T.A.R.S.（Special Tactics And Rescue Service）
ALPHA TEAM
- アルバート・ウェスカー（Albert Wesker）

アルファチーム隊長。元アンブレラ幹部候補社員。生物工学を得意とし、元陸軍の将校。密かに「暗殺」を得意としているらしい。
- クリス・レッドフィールド（Chris Redfield）

アルファチーム隊員。元空軍所属。そのため、戦闘機やヘリコプターの操縦に長けている。戦闘能力の高さはチーム内のみなが認めるほど。
- ジル・バレンタイン（Jill Valentine）

アルファチーム隊員。爆発物解除のスペシャリスト。米軍特殊部隊で訓練を受けたため、戦闘能力も良い。
- バリー・バートン（Barry Burton）

アルファチーム隊員。元SWAT所属。銃器や火器の扱いが得意で、知識も豊富。隊内で火器の整備を担当している。
- ジョセフ・フロスト（Joseph Frost）

アルファチーム隊員。整備技師。危険物排除、取り扱いなどの資格を持っている。血の気が多いことが欠点。
- ブラッド・ヴィッカーズ（Brad Vickers）

アルファチーム隊員。科学防護要員。通信機器の扱いに長けている。ヘリの操縦免許も持っているため、チーム内ではヘリ操縦担当。
BRAVO TEAM
- エンリコ・マリーニ（Enrico Marini）
- ケネス・J・サリヴァン（Kenneth J.Sullivan）
- リチャード・エイケン（Richard Aiken）
- フォレスト・スパイヤー（Forest Speyer）
- レベッカ・チェンバース（Rebecca Chambers）

### アンブレラの研究者たち
- ウィリアム・バーキン（William Birkin）
- スティーヴ・ケラー
- マーチン・クラックホーン
- マイクル・ディース
- ヘンリー・サートン
- エレン・スミス
- ビル・ラビットスン

### ラクーン市警
- ラクーン市警本部署長 - ブライアン・アイアンズ（Brian Irons）

### その他
- 研究所の警備員 - エリアス
- 館の持ち主 - スペンサー
- 館の設計者 - ジョージ・トレヴァー
- 謎の男 - トレント